# Дорошенко, Виталий Аврамович
Виталий Аврамович Дорошенко (укр. Віталій Аврамович Дорошенко; 21 октября 1941, Одесса, СССР — 23 декабря 2019, Киев, Украина) — советский и украинский актёр кино и дубляжа. Заслуженный артист Украины (2004).

## Биография
Родился 21 октября 1941 года в Одессе.
В 1965 году окончил актёрский факультет КГИТИ имени И. К. Карпенко-Карого.
С 1965 по 1988 год был актёром киностудии имени Александра Довженко.
Занимался озвучиванием и дубляжем фильмов на украинский и русский языки.
Скончался 23 декабря 2019 года в Киеве на 79-м году жизни после тяжелой болезни.

## Фильмография

### Актёр
1. 1964 — Ключи от неба — лейтенант Петров, фотокорреспондент, (нет в титрах)
2. 1965 — Месяц май — Виталик Султан, сосед Сергея по комнате в общежитии
3. 1965 — Нет неизвестных солдат — Ваня Никоноров
4. 1965 — Хочу верить — гость Гали Наливайко, (нет в титрах)
5. 1966 — Фитиль (№ 50 «Что же вы поете, дьяволы?») — парень в электричке, (нет в титрах)
6. 1966 — Почему улыбались звёзды — Петро, друг Юрка
7. 1967 — Большие хлопоты из-за маленького мальчика — дружинник
8. 1967 — Непоседы — Володя, жених Тамары, (нет в титрах)
9. 1968 — Беглец из "Янтарного" — боксёр
10. 1968 — Гольфстрим — Дима
11. 1968 — Ошибка Оноре де Бальзака — крепостной, (нет в титрах)
12. 1968 — Разведчики — лейтенант Кашкин
13. 1969 — Начало неведомого века (новелла 3, «Мотря»)
14. 1969 — Та самая ночь — Антон Черемис
15. 1970 — Мир хижинам — война дворцам — анархист/гимназист
16. 1971 — Где вы, рыцари? — Алик Ларин
17. 1971 — Зозуля с дипломом — Фёдор
18. 1971 — Лада из страны берендеев — стражник
19. 1971 — Тронка
20. 1972 — За твою судьбу — Юрий Гаврилович
21. 1972 — Только ты — моряк
22. 1973 — Ни пуха, ни пера! — Семён, браконьер
23. 1974 — Поцелуй Чаниты — Диего
24. 1975 — Волны Чёрного моря — Леонид Цимбал, боец партизанского отряда
25. 1976 — Память земли — эпизод
26. 1977 — За пять секунд до катастрофы — Хоу
27. 1977 — Красные дипкурьеры — Самойленко
28. 1977 — Побег из тюрьмы — Владимир Бобровский
29. 1977 — Рождённая революцией — следователь
30. 1978 — Маршал революции — Владимир Саламанович Лазаревич
31. 1978 — Море — Борис Ильич
32. 1979 — Киевские встречи (серия «Я встретил Вас…»)
33. 1980 — Мужество — Сергей Викентьевич
34. 1980 — Петля Ориона — Саганский
35. 1981 — Танкодром — майор Семин
36. 1984 — В лесах под Ковелем — старший лейтенант Алексей Семёнович Егоров
37. 1984 — Две версии одного столкновения — пассажирский помощник
38. 1985 — Матрос Железняк — Федот (Фёдор) Михайлович Онипко, комиссар Временного правительства на Балтийском флоте
39. 1985 — Подвиг Одессы — генерал-майор Гавриил Данилович Шишенин
40. 1986 — Размах крыльев — бортовой радист Иван Невьянцев
41. 1986 — Удивительная находка, или Самые обыкновенные чудеса — отец Тани
42. 1987 — Топинамбуры — ловец собак
43. 1988 — Земляки — эпизод
44. 2002 — Сегодня и всегда

### Дублирование и озвучивание
- 1971 — Слоны - мои друзья (Индия)
- 1975 — Телефон полиции — 110. Концерт для постороннего — Бахман (русский дубляж киностудии им. А. Довженко)
- 1975 — Братья по крови — Гармоника (Дин Рид) (русский дубляж)
- 1977 — Все и никто / Wszyscy i nikt (ПНР) (русский дубляж киностудии им. А. Довженко)
- 1979 — Месть и закон (русский дубляж киностудии им. А. Довженко)
- 1986 — Горец — Рассел Нэш (Кристофер Ламберт) (русский дубляж)
- 1986 — Чужие — сержант А. Эйпон (Эл Мэттьюс) (русский дубляж студии «Синхрон»)
- 1986 — На острие меча — Турчин (Иван Миколайчук) (русское озвучивание «Одесской киностудии»)
- 1991 — На гребне волны — Анджело, (роль Гэри Бьюзи)
- 1991 — Харли Дэвидсон и Ковбой Мальборо ― Роберт Мальборо (Дон Джонсон) (русский дубляж студии «Синхрон»)
- 1991 — Терминатор — Лейтенант Трэкслер (русский дубляж студии «Синхрон»)
- 1992 — Универсальный солдат — Эндрю Скотт (Дольф Лундгрен) (русский дубляж студии «Синхрон»)
- 1992 — Горькая луна — Оскар (Питер Койоти) (русский дубляж студии «Синхрон»)
- 1992 — Америкэн бой — хозяин «Зодиака», (роль Сергея Асовского)
- 1992 — Алмазы шаха — Виктор, (роль Дмитрия Щербины)
- 1992 — Ради семейного очага — закадровый текст
- 1993 — Один дома — Гарри (русский дубляж студии «Синхрон»)
- 1994 — Ворон — сержант Дэрил Элбрет, (роль Эрни Хадсона)
- 1994 — Один дома 2: Потерявшийся в Нью-Йорке — Гарри (русский дубляж студии «Синхрон»)
- 1994 — Скорость — Говард Пейн (русский дубляж студии «Синхрон»)
- 1997 — Роксолана — (русский дубляж ассоциации «Наше кино»\"Укртелефильм")
- 2008 — Сердце на ладони — (русский дубляж)
- 2013 — Великие мечтатели — (русский дубляж компании «Film.UA»\"Signal Red")

### Дублирование и озвучивание на украинском
- 2005 — Бабушкины сказки — (украинский дубляж студии «Так Треба Продакшн»)
- 2005 — Голый пистолет (все части) — (украинское многоголосое закадровое озвучивание студии «Так Треба Продакшн» по заказу телекомпании «Интер»)
- 2005 — Миссия на Марс — (украинское многоголосое закадровое озвучивание студии «Так Треба Продакшн» по заказу телекомпании «Интер»)
- 2006 — Карлсон, который живёт на крыше — Дядя Юлиус (украинский дубляж студии «Так Треба Продакшн»)
- 2006 — Классические герои — все мужские роли (украинское двухголосое закадровое озвучивание телеканала «ТЕТ»)
- 2006 — Девять ярдов — (украинское многоголосое закадровое озвучивание студии «Так Треба Продакшн»)
- 2011 — Смурфики — (украинский дубляж студии «Le Doyen»)
- 2012 — Джон Картер — (украинский дубляж «Le Doyen»)
- 2016 — Моана — (украинский дубляж студии «Le Doyen»)